# 프랑스 사회당
프랑스 사회당(Parti Social Français; PSF 파티 소시앙 프랑세즈[*])은 1936년 극우단체 불의 십자단이 인민 전선 정부에 의해 해산되자 불의 십자단의 잔당이 구성한 우익 정치 조직이다. 1939년 기준으로 국회의원 11명, 지자체장 3천 여명, 주의원 541명을 배출했으나 1940년 프랑스 침공으로 프랑스 제3공화국이 멸망하면서 몰락, 와해되었다.

## 같이 보기
- 프랑수아 드 라 로크